# CzechToll
CzechToll s.r.o. je česká firma. Byla vyhlášena společně se slovenskou společností SkyToll a.s. vítězem soutěže na vybudování a provoz systému pro výběr elektronického mýta v České republice v letech 2020 až 2030. Společnost patří do skupiny PPF, jejím stoprocentním akcionářem je PPF a.s.
V tendru Ministerstva dopravy ČR zvítězilo konsorcium s nabídkou nákladů na vybudování a desetiletý provoz systému od roku 2020 ve výši 10,75 miliardy korun, což bylo o 2,7 miliardy méně, než druhá nejvýhodnější nabídka od společnosti Kapsch, která provozuje mýtný systém v ČR od roku 2006.
Smlouva na výstavbu systému elektronického mýtného a jeho desetiletý provoz od roku 2020 byla podepsána Ministerstvem dopravy 20. 9. 2018. Garantem výstavby a provozu systému je v rámci konsorcia společnost SkyToll. CzechToll má mít roli strategického partnera, včetně financování projektu.
Soutěž na nový mýtný systém byla několikrát napadnuta provozovatelem původního mýtného systému, společností Kapsch. Definitivní rozhodnutí a potvrzení platnosti uzavřené smlouvy přinesl rozsudek Nejvyššího správního soudu 5. listopadu 2019.
Nový satelitní mýtný systém byl společností CzechToll spuštěn v neděli 1. prosince 2019. První poplatek v systému zaplatil kamion na dálnici D52 u Rajhradu sekundu po půlnoci. Do 13:00, od kdy mají v neděli kamiony zákaz jízdy, se vybraly na mýtném čtyři miliony korun.
Satelitní mýtný systém vybudovaný společností CzechToll je kompletně ve vlastnictví České republiky. Ředitelství silnic a dálnic jej od CzechToll převzalo 21. listopadu 2019. Satelitní systém nahradil od 1. prosince 2019 mikrovlnnou technologii společnosti Kapsch.
Od 1. ledna 2020 se mýto rozšíří na dalších 860 kilometrů silnic první třídy. Ministerstvo dopravy odhaduje, že se vybere o 2,5 miliardy korun více. Podle ŘSD ČR jsou provozní náklady na tento systém třikrát nižší, než za systém provozovaný firmou Kapsch.